# Pedro Nisart

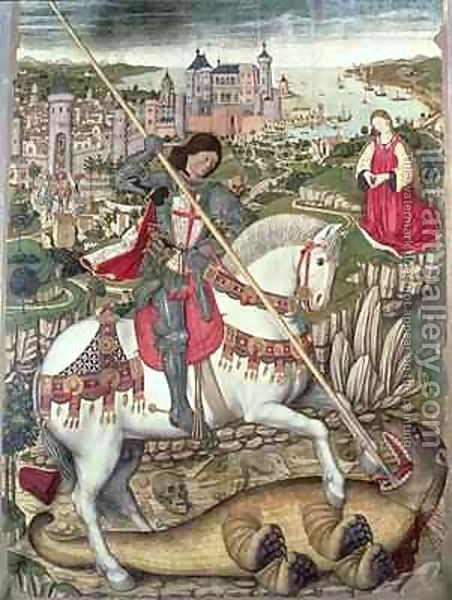
São Jorge

Pedro Nisart (ou Pere Nisart) (1468-1470) foi um pintor de estilo flamengo que trabalhou em Mallorca em meados do século XV.
Seu estilo minucioso revela a influência de Jan van Eyck. 
Sau obra mais conhecida é um  São Jorge (Sant Jordi), tábula central de um retábulo que se encontra no Museu Diocesano de Palma de Mallorca, feito em 1468. O restante do retábulo  parece ser obra de outro pintor, Rafel Moger. Apesar da paisagem flamenga ao fundo, pode-se ver claramente a baía de Palma de Mallorca. 